# Barreiro (freguesia)
A Freguesia do Barreiro foi uma freguesia portuguesa do Município do Barreiro, freguesia que tinha 3,71 km² de área e 7 449 habitantes (2011), e, por isso, uma densidade populacional de 2 007,8 hab/km².
A Freguesia do Barreiro foi extinta em 2013, no âmbito de uma reforma administrativa nacional, tendo sido agregada à Freguesia de Lavradio, para formar uma nova freguesia denominada União das Freguesias de Barreiro e Lavradio da qual é a sede.
A fundação da Freguesia do Barreiro remonta a 1487, aquando da criação da Paróquia de Santa Cruz. Em 1521, D. Manuel I outorga a carta de vila à sua sede passando esta a denominar-se Vila Nova do Barreiro, a qual, em 1984, foi elevada à categoria de cidade.

## População
| População da freguesia do Barreiro | População da freguesia do Barreiro | População da freguesia do Barreiro | População da freguesia do Barreiro | População da freguesia do Barreiro | População da freguesia do Barreiro | População da freguesia do Barreiro | População da freguesia do Barreiro | População da freguesia do Barreiro | População da freguesia do Barreiro | População da freguesia do Barreiro | População da freguesia do Barreiro | População da freguesia do Barreiro | População da freguesia do Barreiro | População da freguesia do Barreiro |
| ---------------------------------- | ---------------------------------- | ---------------------------------- | ---------------------------------- | ---------------------------------- | ---------------------------------- | ---------------------------------- | ---------------------------------- | ---------------------------------- | ---------------------------------- | ---------------------------------- | ---------------------------------- | ---------------------------------- | ---------------------------------- | ---------------------------------- |
| 1864                               | 1878                               | 1890                               | 1900                               | 1911                               | 1920                               | 1930                               | 1940                               | 1950                               | 1960                               | 1970                               | 1981                               | 1991                               | 2001                               | 2011                               |
| 2 917                              | 3 288                              | 3 682                              | 5 118                              | 8 355                              | 10 859                             | 16 130                             | 19 983                             | 22 190                             | 23 433                             | 35 756                             | 46 251                             | 10 944                             | 8 823                              | 7 449                              |

Com lugares desta freguesia foi criada pela Lei n.º 135/85,  de 4 de Outubro, a freguesia do Alto do Seixalinho, pela  Lei n.º 135/85, a freguesia de Coina,  pela Lei n.º 135/85,  de 4 de Outubro, a freguesia de Santo António da Charneca e pela Lei n.º 135/85,  de 4 de Outubro, a freguesia de Verderena
| Distribuição da População por Grupos Etários | Distribuição da População por Grupos Etários | Distribuição da População por Grupos Etários | Distribuição da População por Grupos Etários | Distribuição da População por Grupos Etários | Distribuição da População por Grupos Etários | Distribuição da População por Grupos Etários | Distribuição da População por Grupos Etários | Distribuição da População por Grupos Etários | Distribuição da População por Grupos Etários |
| -------------------------------------------- | -------------------------------------------- | -------------------------------------------- | -------------------------------------------- | -------------------------------------------- | -------------------------------------------- | -------------------------------------------- | -------------------------------------------- | -------------------------------------------- | -------------------------------------------- |
| Ano                                          | 0-14 Anos                                    | 15-24 Anos                                   | 25-64 Anos                                   | > 65 Anos                                    |                                              | 0-14 Anos                                    | 15-24 Anos                                   | 25-64 Anos                                   | > 65 Anos                                    |
| 2001                                         | 1 117                                        | 1 124                                        | 4 558                                        | 2 024                                        |                                              | 12,7%                                        | 12,7%                                        | 51,7%                                        | 22,9%                                        |
| 2011                                         | 913                                          | 699                                          | 3 887                                        | 1 950                                        |                                              | 12,3%                                        | 9,4%                                         | 52,2%                                        | 26,2%                                        |

Média do País no censo de 2001:  0/14 Anos-16,0%; 15/24 Anos-14,3%; 25/64 Anos-53,4%; 65 e mais Anos-16,4%
Média do País no censo de 2011:   0/14 Anos-14,9%; 15/24 Anos-10,9%; 25/64 Anos-55,2%; 65 e mais Anos-19,0%

## Património
- Igreja Santa Cruz
- Igreja Nª Sª do Rosário
- Moinhos do Alburrica
- Moinho do Jim
- Capela da Misericórdia
- Edifício da Câmara Municipal
- Edifício da Estação do Barreiro
- Edificio das Oficinas Gerais do Caminho de Ferro
- Moinho de Maré do Braancamp
- Estátua de Alfredo da Silva
- Pelourinho do Largo Rompana
- Portal da Ermida de São Sebastião

## Locais de Referência
- Parque dos "Franceses"
- Zona do Barreiro velho
- Parque Catarina Eufémia
- Avenida da Praia
- Avenida Alfredo da Silva

## Movimento associativo
- Associação Desportiva e Cultural "O Praiense"
- Clube de Campismo do Barreiro
- Clube de Vela do Barreiro
- Clube Naval Barreirense
- Cooperativa Cultural Barreirense
- Grupo Desportivo 1º De Maio
- Associação de Karate do Distríto de Setúbal
- Futebol Clube Barreirense
- Associação de Basquetebol de Setúbal
- Grupo Desportivo Ferroviários do Barreiro
- Grupo Desportivo Operário "Os Vermelhos"
- Motoclube doBarreiro
- Sociedade Democrática União Barreirense "Os Franceses"
- União Futebol Barreirense
- Sociedade de Instrução e Recreio "Os Penicheiros"
- Luso Futebol Clube